# Renate Dorrestein

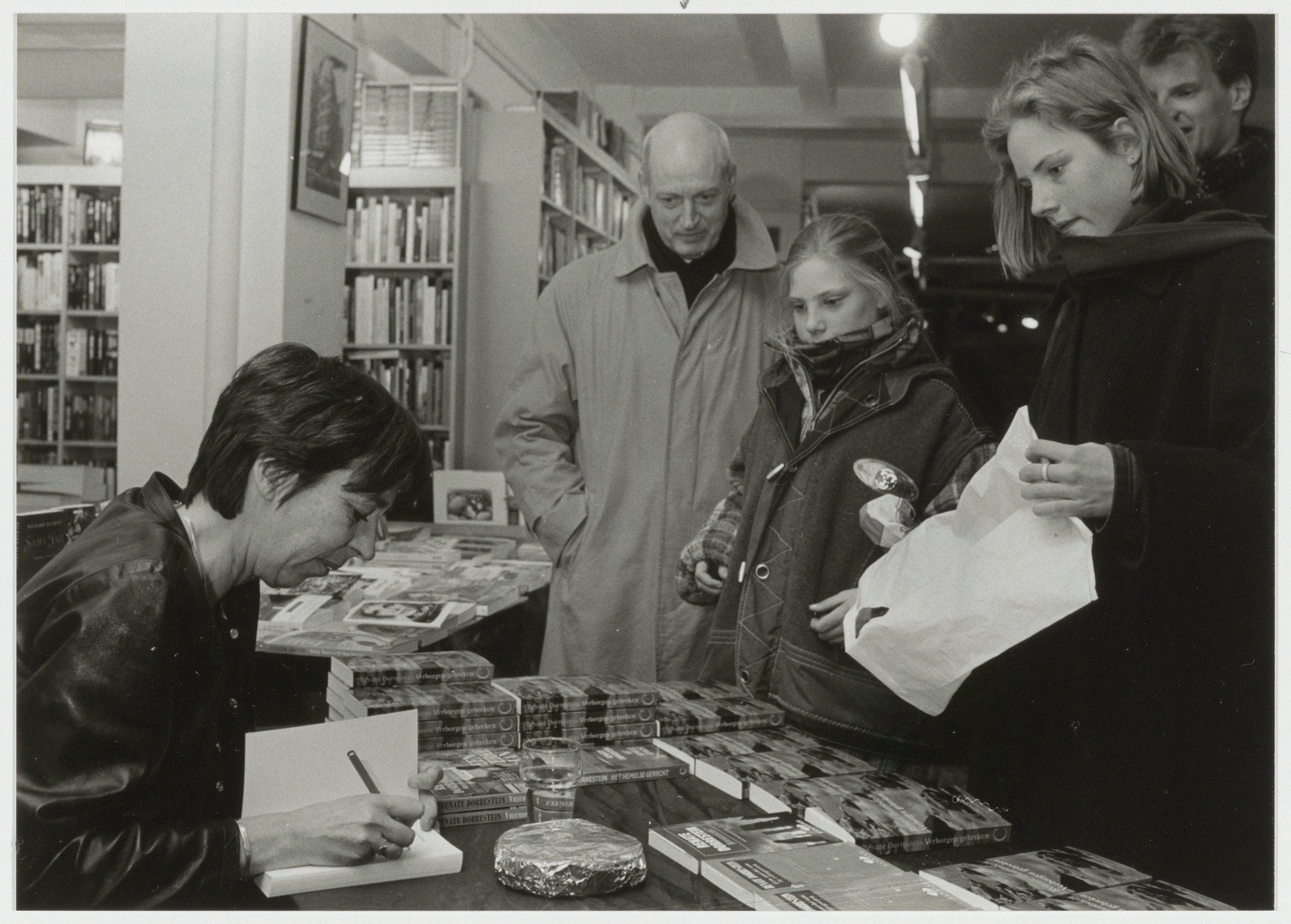
Dorrestein in 1996, in boekhandel Atheneum (Gedempte Oude Gracht 70 in Haarlem), bij het signeren van haar boek Verborgen Gebreken

Renate Maria Dorrestein (Amsterdam, 25 januari 1954 - Aerdenhout, 4 mei 2018) was een Nederlandse schrijfster, journaliste en feministe.

## Biografie
Renate Dorrestein groeide op in een rooms-katholiek advocatengezin in Amstelveen. Zij ging naar een katholieke lagere school, geleid door nonnen en daarna naar het gymnasium aan het Keizer Karel College. Op haar 13e was ze jeugdbestuurslid van de Wildlife Rangers, de jeugdafdeling van het Wereld Natuur Fonds. Na het afronden van het gymnasium werkte Dorrestein als leerling-journalist bij Libelle en Panorama. De vele reizen die ze kon maken voor het blad en de ervaringen die ze opdeed waren vormend voor haar persoonlijkheid en daardoor ook voor haar schrijfstijl. Midden jaren zeventig startte Dorrestein samen met een vriendin, Liesbeth Hendrikse, het productiebureau Proburo, dat bijlagen verzorgde voor tijdschriften. Vanaf 1977 schreef ze als freelance journalist. In de periode 1977 - 1982 publiceerde ze in Het Parool, Viva, Onkruid en Opzij. Van laatstgenoemd tijdschrift was ze van 1982 tot 1987 redacteur. Ze was in 1986 betrokken bij de oprichting van de Anna Bijns Stichting, die elke twee jaar de Anna Bijns Prijs uitloofde voor "de vrouwelijke stem in de letteren". Ze werd 'ambassadeur' van het feministische online-tijdschrift LOVER.
Als romancier debuteerde Dorrestein in 1983 met Buitenstaanders. Ze schreef vele romans en stond bekend als de eerste Nederlandse auteur die succesvolle boeken schreef in het gothic novel-genre. Naast romans schreef ze enkele autobiografische boeken, waaronder de autobiografische roman Het perpetuum mobile van de liefde (1988) over de zelfmoord van haar jongere zus in 1981, die op haar persoonlijkheid en schrijverschap van grote invloed is geweest. Ook het non-fictie-boek Heden ik (1993) is autobiografisch. Het gaat over de ziekte Myalgische encefalomyelitis (ME) die zich in 1991 bij haar aandiende en die ruim tien jaar haar leven beheerste. Ze richtte in 1993 het ME-Fonds op ter bevordering van onderzoek naar ME/CVS. Het moest begin 2004 worden opgeheven wegens gebrek aan financiële middelen, nadat vele gesprekken met de Stichting Fondswervingsacties Volksgezondheid (SFV) niet hadden geleid tot toelating.
Een bijzonder boek is Vóór alles een dame uit 1989, een 'kalenderroman' met een aflevering per dag, en daarbij ook aforismen, verjaardagen van schrijfsters en recepten, met als thema "de taart als leerobject".
Met haar werk Mijn zoon heeft een seksleven en ik lees mijn moeder Roodkapje voor (2006) had Dorrestein een primeur: op haar initiatief was achterin reclame opgenomen van een product voor vrouwen in de overgang. In 2013 werkte Dorrestein samen met Nederlandse spelontwikkelaars aan de iPad-game Nott Won't Sleep voor peuters en kleuters.
Ze schreef op uitnodiging van de CPNB het Boekenweekgeschenk van 1997 Want dit is mijn lichaam en het Boekenweekessay van 2008 Laat me niet alleen.
Veel van haar boeken zijn vertaald; ze zijn verschenen in veertien landen, waaronder de VS en Japan.
In september 2017 maakte Dorrestein publiekelijk bekend dat zij aan een ongeneeslijke vorm van slokdarmkanker leed. Ze overleed op 4 mei 2018.

## Prijzen en nominaties
- 1993: Annie Romeinprijs voor haar gehele oeuvre
- nominatie voor de Libris Literatuur Prijs voor Een sterke man
- nominatie voor de Trouw-publieksprijs voor Een hart van steen
- 2002: nominatie voor de AKO Literatuurprijs voor Zonder genade

In 2023 werd voor het eerst de Renate Dorresteinprijs uitgegeven door Hebban.

## Favoriete auteurs
Tot Renate Dorresteins eigen favoriete schrijvers behoorden o.a. Kurt Vonnegut en Jeanette Winterson.

### Bundelingen van eerder verschenen werk
| Jaar | Titel                                    | Uitgever | ISBN          | Opmerkingen |
| ---- | ---------------------------------------- | -------- | ------------- | --- |
| 2017 | Onder de motorkap van het schrijverschap | Querido  | 9789021406374 | bundeling van twee eerder verschenen boeken: Het geheim van de schrijver en De blokkade                                               |
| 2017 | De moeder de vrouw                       | Querido  | 9789021406336 | bundeling van twee eerder verschenen boeken: Ontaarde moeders en Mijn zoon heeft een seksleven en ik lees mijn moeder Roodkapje voor) |
| 2017 | Zolang er leven is is er hoop            | Querido  | 9789021407555 | bundeling van twee eerder verschenen boeken: Zolang er leven is en Is er hoop                                                         |
| 2018 | Eigen schuld                             | Querido  | 9789021415222 | bundeling van twee eerder verschenen boeken: Zolang er leven is en Is er hoop                                                         |